# Recherche des contacts
La recherche des contacts, identification des contacts ou traçage des contacts est le processus d'identification des personnes susceptibles d'avoir été en contact avec une personne infectée par une maladie infectieuse et la collecte ultérieure d'informations supplémentaires sur ces contacts. Elle a pour objectif principal la réduction des infections dans une population, en cherchant l'origine de l'infection (traçage rétrospectif) et/ou les potentielles infections supplémentaire qui ont pu en découler (traçage prospectif).
Elle est combinée avec diverses autres mesures s'adressant à ces contacts, comme l'information sur la possibilité d'une infection et d'éventuelles mesures ou soins prophylactiques, le diagnostic, le traitement, et l'isolement. La recherche des contacts contribue également à l'augmentation des connaissances épidémiologiques sur la maladie recherchée dans une population particulière.
Les maladies pour lesquelles la recherche des contacts est couramment mise en œuvre sont la tuberculose, les infections évitables par la vaccination comme la rougeole, les infections sexuellement transmissibles (y compris le VIH), les infections transmissibles par le sang, certaines infections bactériennes graves et les nouvelles infections comme le SARS-CoV (qui cause le SRAS) et le SARS-CoV-2 (qui cause la Covid-19).
La recherche des contacts est une pratique courante de la santé publique depuis des décennies. L'éradication de la variole, par exemple, n'a pas été obtenue par une vaccination universelle, mais par une recherche exhaustive des contacts pour trouver toutes les personnes infectées, suivie de l'isolement des personnes infectées et de la vaccination de la communauté environnante et des contacts à risque de contracter la variole. 
Dans le cas des maladies dont le potentiel infectieux est incertain, la recherche des contacts est également parfois effectuée pour connaître les caractéristiques de la maladie, en particulier sa contagiosité et estimer le nombre de reproduction de base. La recherche des contacts n'est pas toujours la méthode la plus efficace pour détecter des cas de maladies infectieuses. Dans les zones à forte prévalence d'une maladie infectieuse, le dépistage ou les tests ciblés peuvent être plus efficaces.
Le traçage numérique des contacts consiste en l'utilisation de moyens numériques pour retrouver des contacts. Il est utilisé pour la première fois à large échelle lors de la pandémie de Covid-19, et suscite à cette occasion dans certains pays un débat sur sa balance bénéfice-risque. Les risques soulignés sont notamment la possibilité d'un emploi abusif par des États et des entreprises pour surveiller des personnes, ainsi que les risques pour la vie privée et la cybersécurité.
La notification des partenaires, également appelée soins aux partenaires, est une des pratiques composant la recherche des contacts, et consiste en l'information et le soin des partenaires sexuels d'une personne infectée par une maladie sexuellement transmissible. 

## Étapes du suivi des contacts

Une présentation du suivi des contacts

Chaînes de transmission

Le suivi des contacts implique généralement les étapes suivantes : 
- Un individu est identifié comme ayant une maladie transmissible (souvent appelée patient zéro). Ce cas peut être signalé à la santé publique ou géré par le fournisseur de soins de santé primaires.
- Le patient zéro est interrogé, en fonction du mode d'infection de la maladie, pour connaître ses déplacements, avec qui il a été en contact étroit ou quels ont été ses partenaires sexuels.
- Selon la maladie et le contexte de l'infection, les membres de la famille, les prestataires de soins de santé et toute autre personne pouvant avoir connaissance des contacts du cas peuvent également être interrogés.
- Une fois les contacts identifiés, les agents de santé publique les contactent pour leur proposer des conseils, un dépistage, une prophylaxie et / ou un traitement.
- Les contacts peuvent être isolés (par exemple, tenus de rester à la maison) ou exclus (par exemple, interdits de fréquenter un endroit particulier, comme une école) si cela est jugé nécessaire pour la lutte contre la maladie.
- Si les contacts ne sont pas identifiables individuellement (par exemple, les membres du public qui ont assisté à un évènement), des communications plus larges peuvent être émises, comme des avis aux médias.

Bien que la recherche des contacts puisse être améliorée en permettant aux patients de fournir des informations, des médicaments et des références à leurs contacts, les preuves démontrent que la participation directe de la santé publique à la notification est plus efficace.

## Pertinence des contacts

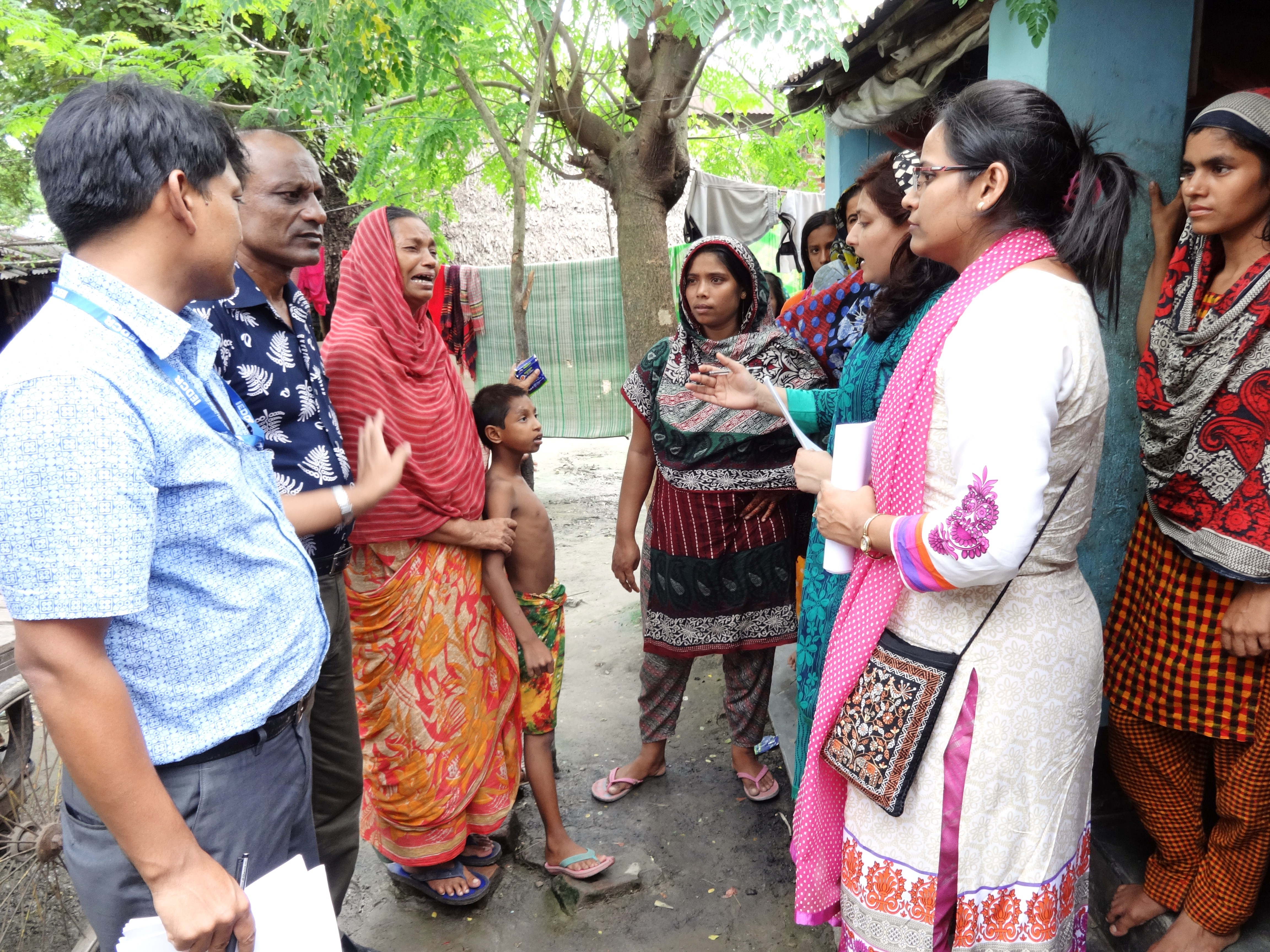
Recherche de contacts lors d'une épidémie de choléra au Bangladesh (2014): des enquêteurs de terrain interrogent la mère d'un patient zéro.

Les types de contacts pertinents pour la gestion de la santé publique varient en fonction de la maladie transmissible en raison des différents modes de transmission. Pour les infections sexuellement transmissibles, les contacts sexuels du patient zéro sont pertinents, ainsi que tous les bébés nés du patient zéro. Pour les infections transmises par le sang, les receveurs de transfusion sanguine, les contacts qui ont partagé une aiguille et toute autre personne qui aurait pu être exposée au sang du cas index sont pertinents. Pour la tuberculose pulmonaire, les personnes vivant dans le même ménage ou passant beaucoup de temps dans la même pièce que le patient zéro sont pertinentes. Pour la maladie à coronavirus 2019, l'Agence nationale de santé publique française définit les contacts à risque.

### Épidémie
Bien que la recherche des contacts soit le plus souvent utilisée pour contrôler les maladies, elle est également un outil essentiel pour enquêter sur de nouvelles maladies ou des flambées inhabituelles. Par exemple, comme dans le cas du SRAS, la recherche des contacts peut être utilisée pour déterminer si des cas probables sont liés à des cas connus de la maladie et pour déterminer si une transmission secondaire a lieu dans une communauté particulière. 
La recherche des contacts a également été utilisée auprès des passagers aériens pendant la phase de confinement de pandémies plus importantes, comme la grippe pandémique H1N1 de 2009. Cependant, il reste difficile d'atteindre les objectifs de la recherche des contacts lors de ces évènements chaotiques. L'élaboration de meilleures directives et stratégies pour le suivi des contacts en cas de pandémie se poursuit.

## Avantages et inconvénients

### Avantages
La méthode permet de circonscrire une épidémie dès que les premiers cas sont identifiés. Elle est utile pour les phases 1 et 2 d'une épidémie. 

### Inconvénients
La méthode est gourmande en ressource humaine avec les techniques actuelle d'enquête.

## Moyens techniques

### Téléphones portables
Lors de la Pandémie de Covid-19 des Etats ou des partenaires privés proposent des applications mobiles de recherche de contact sur smartphones Android ou IOS.
La plupart des Etats européens utilisent des Exposure Notifications API de Google ou Apple à cette fin.

## Problèmes éthiques et juridiques

### Confidentialité et devoir d'avertir
Des problèmes de recherche de contacts peuvent survenir en raison de problèmes de confidentialité et de confidentialité[Quoi ?]. Les praticiens de la santé publique ont souvent l'obligation légale d'agir pour contenir une maladie transmissible au sein d'une population plus large et invoquent également un devoir éthique d'avertir les individus de leur exposition. Simultanément, les personnes infectées ont un droit reconnu au secret médical. Les équipes de santé publique divulguent généralement le minimum d'informations requises pour atteindre les objectifs de la recherche des contacts. Par exemple, les contacts sont seulement informés qu'ils ont été exposés à une infection particulière, mais pas informés de la personne qui a été à l'origine de l'exposition. 

### Confidentialité et risque de stigmatisation
Certains militants et prestataires de soins de santé expriment leur inquiétude quant au fait que la recherche des contacts puisse dissuader les personnes de demander un traitement médical par crainte de perte de confidentialité et de stigmatisation, de discrimination ou d'abus. Cela est particulièrement préoccupant en ce qui concerne la recherche des contacts pour le VIH. Les responsables de la santé publique admettent que les objectifs de la recherche des contacts doivent être équilibrés avec le maintien de la confiance des populations vulnérables et la sensibilité aux situations individuelles. 